# Polskie Nagrody Filmowe

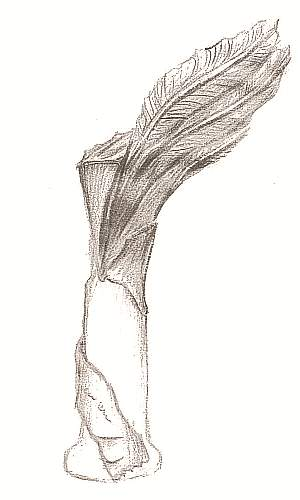
Il premio, una statuetta a forma di aquila (orły) stilizzata

I Polskie Nagrody Filmowe ("Premi cinematografici polacchi", citati anche con la traduzione inglese Polish Film Awards) sono un riconoscimento polacco in campo cinematografico assegnato annualmente dall'Accademia cinematografica polacca (Polska Akademia Filmowa); il premio è una scultura a forma di aquila per cui sono detti anche "Orły". La prima edizione si è tenuta il 21 giugno 1999, a cura della Krajowa Izba Producentów Audiowizualnych ("Camera polacca dei produttori di audiovisivi"). Dal 2003 sono distribuiti dalla Polska Akademia Filmowa, fondata nello stesso anno. Il loro status nell'industria cinematografica polacca può essere paragonato ai premi Oscar statunitensi o ai premi David di Donatello in Italia.
I principali riconoscimenti sono: 
- Miglior film - dal 1999
- Miglior attore - dal 1999
- Migliore attrice - dal 1999
- Miglior attore non protagonista - dal 2000
- Migliore attrice non protagonista - dal 2000
- Miglior documentario - dal 2013
- Miglior colonna sonora - dal 1999
- Miglior regista - dal 1999
- Miglior sceneggiatura - dal 1999
- Miglior fotografia - dal 1999
- Migliori costumi - dal 2001
- Miglior suono - dal 1999
- Miglior montaggio - dal 1999
- Miglior scenografia - dal 1999
- Miglior film europeo - dal 2005
- Miglior produttore - 1999–2001
- Scoperta dell'anno - dal 2008
- Miglior serie televisiva - dal 2015

Premi speciali: 
- Premio del pubblico
- Premio speciale
- Premio alla carriera

## Vittorie e nomination
Liste aggiornate al 2019

### Lista di film con cinque o più premi
- 11 premi vinti – Corpus Christi (Boże Ciało) (2019) (15 nomination)
- 10 premi vinti – Cicha noc (2018) (11 nomination)
- 9 premi vinti – Wołyń (2017) (14 nomination)
- 8 premi vinti – Rewers (2009) (13 nomination)
- 8 premi vinti – Il pianista (The Pianist) (2002) (13 nomination)
- 7 premi vinti – Cold War (Zimna wojna) (2019) (12 nomination)
- 7 premi vinti – Bogowie (2015) (13 nomination)
- 7 premi vinti – Róża (2011) (8 nomination)
- 7 premi vinti – Katyn (Katyń) (2007) (11 nomination)
- 7 premi vinti – Jasminum (2006) (9 nomination)
- 7 premi vinti – Komornik (2005) (8 nomination)
- 7 premi vinti – La vita come malattia fatale sessualmente trasmessa (Życie jako śmiertelna choroba przenoszona drogą płciową) (12 nomination)
- 6 premi vinti – Wesele (2004) (10 nomination)
- 6 premi vinti – Mój Nikifor (2004) (10 nomination)
- 6 premi vinti – Pan Tadeusz (1999) (11 nomination)
- 5 premi vinti – Mała Moskwa (2008) (8 nomination)
- 5 premi vinti – Zmruż oczy (2003) (8 nomination)
- 5 premi vinti – Pornografia (2003) (9 nomination)
- 5 premi vinti – Cześć Tereska (2001) (10 nomination)
- 5 premi vinti – Dług (1998) (10 nomination)

### Lista di film con cinque o più nomination
| Film                                                | Anno | Nomination | Premi vinti |
| --------------------------------------------------- | ---- | ---------- | ----------- |
| Corpus Christi                                      | 2019 | 15         | 11          |
| Volhynia                                            | 2017 | 14         | 9           |
| Rewers                                              | 2009 | 13         | 8           |
| Il pianista                                         | 2002 | 13         | 8           |
| Bogowie                                             | 2015 | 13         | 7           |
| La vita come malattia fatale sessualmente trasmessa | 2000 | 12         | 7           |
| Prymas. Trzy lata z tysiąca                         | 2000 | 12         | 1           |
| Jack Strong                                         | 2015 | 12         | 1           |
| Cold War                                            | 2018 | 12         | 7           |
| Cicha noc                                           | 2017 | 11         | 10          |
| Katyn                                               | 2007 | 11         | 7           |
| Pan Tadeusz                                         | 1999 | 11         | 6           |
| Tydzień z życia mężczyzny                           | 1999 | 11         | 0           |
| Mój Nikifor                                         | 2004 | 10         | 6           |
| Wesele                                              | 2004 | 10         | 6           |
| Cześć Tereska                                       | 2001 | 10         | 5           |
| Dług                                                | 1999 | 10         | 5           |
| Ostatnia rodzina                                    | 2017 | 10         | 4           |
| Obława                                              | 2012 | 10         | 4           |
| 33 sceny z życia                                    | 2008 | 10         | 4           |
| Persona Non Grata                                   | 2005 | 10         | 4           |
| Historia kina w Popielawach                         | 1998 | 10         | 4           |
| Weiser                                              | 2001 | 10         | 3           |
| Edi                                                 | 2002 | 10         | 2           |
| Pręgi                                               | 2004 | 10         | 1           |
| Kroniki domowe                                      | 1998 | 10         | 1           |
| Tam i z powrotem                                    | 2002 | 10         | 0           |

### Registi con due o più premi vinti
| Regista             | Nomination | Premi vinti |
| ------------------- | ---------- | ----------- |
| Wojciech Smarzowski | 4          | 4           |
| Krzysztof Krauze    | 3          | 2           |
| Jerzy Skolimowski   | 3          | 2           |
| Andrzej Jakimowski  | 2          | 2           |
| Roman Polański      | 2          | 2           |

### Attrici con più riconoscimenti
- Kinga Preis – 15 nomination, 5 premi vinti
- Agata Kulesza – 4 nomination, 3 premi vinti
- Stanisława Celińska – 5 nomination, 2 premi vinti
- Danuta Szaflarska – 4 nomination, 2 premi vinti
- Dominika Ostałowska – 3 nomination, 2 premi vinti
- Danuta Stenka – 3 nomination, 2 premi vinti
- Krystyna Feldman – 2 nomination, 2 premi vinti

### Attori con più riconoscimenti
- Janusz Gajos – 11 nomination, 5 premi vinti (incluso un premio alla carriera)
- Arkadiusz Jakubik – 9 nomination, 4 premi vinti
- Robert Więckiewicz – 7 nomination, 4 premi vinti
- Jacek Braciak – 4 nomination, 3 premi vinti
- Jan Frycz – 7 nomination, 2 premi vinti
- Zbigniew Zamachowski – 5 nomination, 2 premi vinti
- Andrzej Chyra – 5 nomination, 2 premi vinti

### "Big Five" per vincitori e nomination
I film Komornik (2005) e Corpus Christi (2019) sono entrambi riusciti a vincere i 5 premi più importanti: miglior film, miglior regia, miglior sceneggiatura, miglior attore e migliore attrice.